# Dicellandra
Dicellandra es un género con diez especies de plantas fanerógamas pertenecientes a la familia Melastomataceae. Es originario de África tropical.

## Taxonomía
El género fue descrito por Charles Victor Naudin y publicado en Genera Plantarum 1: 732, 757, en el año 1867.

## Especies
- Dicellandra barteri Hook.f.	Gen. Pl. 1: 757	1867
- Dicellandra descoingsii Jacq.-Fél.
- Dicellandra erecta Mildbr.
- Dicellandra escherichii Gilg ex Engl.
- Dicellandra glanduligera Jacq.
- Dicellandra gracilis A.Chev.	Explor. Bot. Afrique Occ. Franc. 276	1920
- Dicellandra liberica	Gilg	Monogr. Afrik. Pflanzen-Fam. 33	1898
- Dicellandra magnifica	Mildbr.
- Dicellandra scandens	Gilg ex Engl.	Veg. Erde 3(2): 760	1921
- Dicellandra setosa	Hook. f.	Fl. Trop. Afr. 2: 450	1871